# Nona Dmitrijewna Dronowa

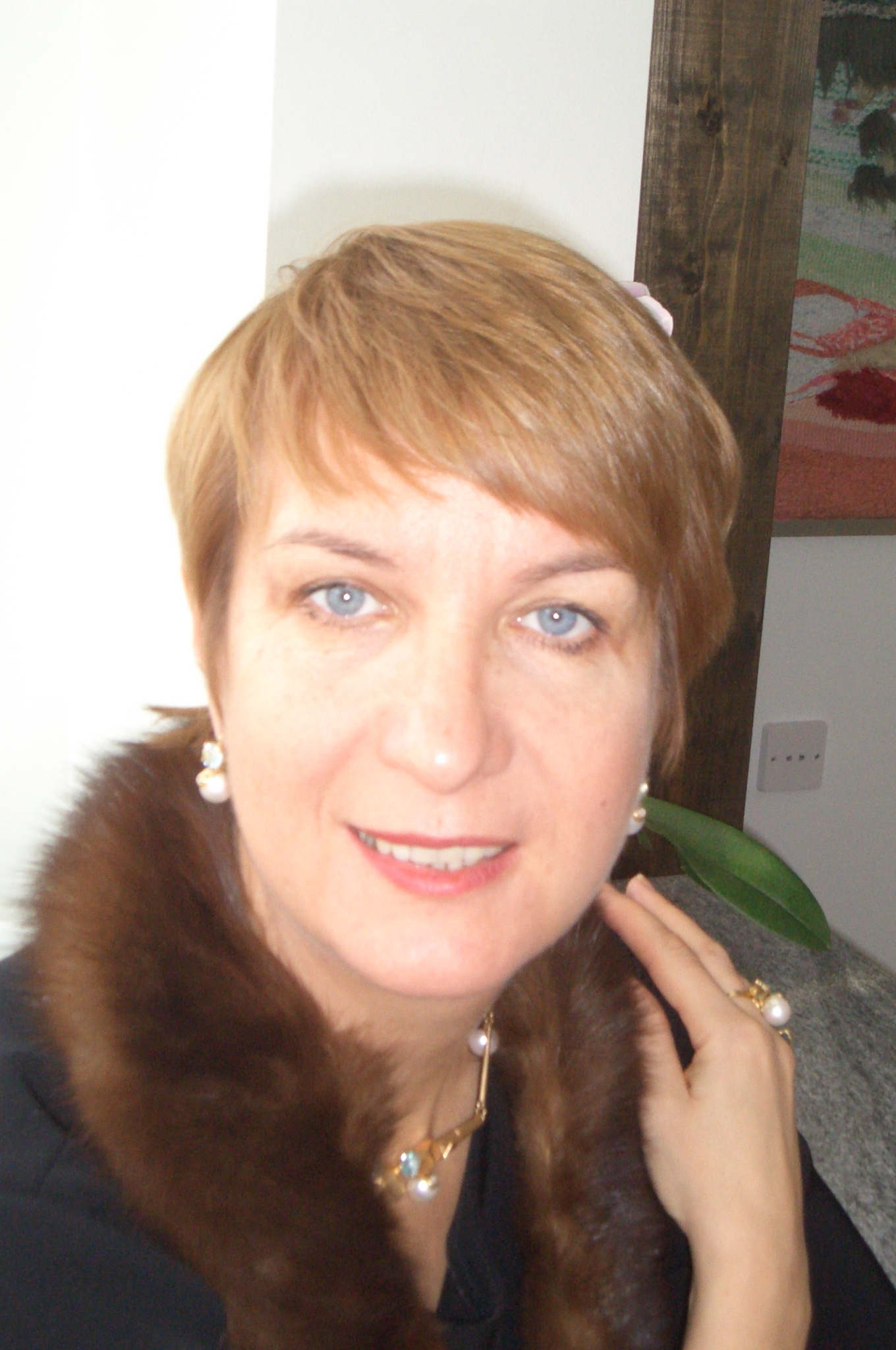
Nona Dmitrijewna Dronowa

Nona Dmitrijewna Dronowa (russisch Нона Дмитриевна Дронова; * 26. November 1960 in Moskau) ist eine sowjetische bzw. russische Juwelierin und Hochschullehrerin.

## Leben
Dronowa besuchte die Moskauer Kunstgewerbe-Schule in der Juwelier-Abteilung (Abschluss 1981 mit Auszeichnung) und unterrichtete dann dort.
Das Abendstudium am Moskauer Ordschonikidse-Geologie-Prospektion-Institut in der Abteilung für technische Mineralogie der Diamanten, der Schmucksteine und des Schmucks begann Dronowa 1982. Es schloss sich 1988 dort die Aspirantur an, die sie 1991 mit der Verteidigung ihrer Kandidat-Dissertation über Farbveränderungen von Diamanten während ihrer Bearbeitung mit Erfolg für die Promotion zur Kandidatin der geologisch-mineralogischen Wissenschaften abschloss. Daneben unterrichtete sie seit 1988 am Lehrstuhl für Mineralogie und Geochemie bei Dmitri Minejew Schmuckherstellung, Bewertung von Schmuck und Gemmologie.
Die von  Dronowa entwickelte Methodik für die Bewertung von Schmuck, die als Buch veröffentlicht wurde, war die erste Bewertungsmethodik in Russland und wurde von den verschiedensten Prüfstellen und für die Fortbildung von Gemmologen benutzt. In ihrem 1996 erschienenen Handbuch der Juwelier-Erzeugnisse wurde erstmals auch auf die Markteinschätzungen eingegangen.
Im Rat für Organisation des Juwelierhandels in Russland der Moskauer Staatlichen Berguniversität verteidigte Dronowa 1999 ihre Doktor-Dissertation über Wege zur Erhöhung der Effektivität der Organisation der Produktion in Juwelier-Unternehmen Russlands mit Erfolg für die Promotion zur Doktorin der technischen Wissenschaften. Von 2000 bis 2008 lehrte sie an der Russischen Plechanow-Wirtschaftsuniversität am Lehrstuhl für Warenkunde. Seitdem ist sie Professorin des Lehrstuhls für Juwelier-Kunst der Moskauer Filiale der St. Petersburger Hochschule für Volkskunst.
Von der Handels- und Industriekammer der Russischen Föderation wurde Dronowa 2001 zur Vorsitzenden des Exekutivkomitees für Bewertungstätigkeiten berufen und in die Liste der Richter des entsprechenden St. Petersburger Schiedsgerichts aufgenommen.